# Karelska republiken
För andra betydelser, se Karelen (olika betydelser).
Karelska republiken (ryska: Республика Карелия, Respublika Karelija, karelska: Karjalan tazavaldu, finska: Karjalan tasavalta, vepsiska: Karjalan tazovaldkund) är en delrepublik i västra Ryssland. 

## Historik
Republiken fick sitt officiella namn 14 november 1991 efter att från 16 juni 1956 ha varit en autonom republik inom ryska federativa sovjetrepubliken, med namnet Karelska autonoma socialistiska sovjetrepubliken. Åren 1940–1956 var Karelen upphöjd till Sovjetunionens sextonde delrepublik med namnet Karelsk-finska sovjetrepubliken, bildad den 25 juni 1924 såsom Karelska autonoma sovjetrepubliken.
Huvudstad är Petrozavodsk (Petroskoj) och delrepublikens president är Alexandr Hudilainen.
I Karelska republiken talas ryska, finska, karelska samt vepsiska. Ryska är det enda officiella språket, men de tre andra har status som republikens "nationella språk". 1939 gjordes ett försök att ersätta finskan med ett karelskt skriftspråk, som dock inte blev långlivat.

## Geografi
Karelska republiken ligger i nordvästra Ryssland, öster om Finland och är en delrepublik i Ryssland. Den ligger i det historiska landskapet Karelen. Europas två största sjöar ligger delvis i republiken, Ladoga och Onega. Totalt finns 60 000 sjöar.

## Demografi
Folkmängden uppgår till cirka 643 000 invånare. Ryssar 77 %, kareler 9 %, belarusier 5 %, ukrainare 3 %, finnar 2 % och vepser 1 %. I en del fall har man kallat alla invånare i Karelska republiken för karelare. Detta är fel, speciellt med hänsyn till rysk terminologi. Egentligen är karelarna en finsk-ugrisk nationell folkgrupp. Alla som bor i republiken är karelskier (karelenbor).